# Distretto di Taghit
Il distretto di Taghit è un distretto della provincia di Béchar, in Algeria, con capoluogo Taghit.